# Dendronephthya snelliusi
Dendronephthya snelliusi är en korallart som beskrevs av Verseveldt 1966. Dendronephthya snelliusi ingår i släktet Dendronephthya och familjen Nephtheidae. Inga underarter finns listade i Catalogue of Life.